# Gregor Mendel
Johann Gregor Mendel (n. 20 iulie 1822, Heinzendorf bei Odrau⁠(d), Imperiul Austriac – d. 6 ianuarie 1884, Brünn, Austro-Ungaria) a fost un călugăr din Ordinul Sfântului Augustin și cercetător științific. Legile eredității, cunoscute ca „Legile lui Mendel”, îi poartă numele. Este considerat drept fondatorul geneticii.

## Primii ani
Johann Mendel s-a născut la Heizendorf (astăzi cartier din Vražné) Odrau (astăzi Odry, în Cehia), într-o familie vorbitoare de limbă germană și a fost botezat la două zile după naștere. A fost fiul lui Anton și Rosine Mendel și a avut o soră mai mare și una mai mică. Trăiau și lucrau la o fermă aflată de circa 130 ani în posesia familiei Mendel. De mic copil și-a ajutat părinții la grădinărit și apicultură. Înclinațiile pentru cercetare au fost remarcate de preotul satului, care l-a încurajat să urmeze studiile superioare.

## Studenția
După absolvirea gimnaziului din Troppau în 1840, Mendel s-a înscris la Institutul de Filozofie din Olmütz (Olomouc). La recomandarea profesorului de fizică Friedrich Franz, în 1843, Mendel intră în viața monahală la abația augustină St. Thomas din Brünn (Brno) și își schimbă prenumele din Johann în Gregor. A fost trimis la Universitatea din Viena în 1851. Acolo a studiat fizica, botanica, entomologia și paleontologia. După doi ani se reîntoarce la abație ca profesor de fizică. La mănăstire, beneficiind de un mediu favorabil aspirațiilor sale științifice, își continuă cercetările începute la Viena privind hibridizarea plantelor.

## Activitatea
Mendel, cunoscut ca „tatăl geneticii moderne”, a fost îndrumat de ambii săi profesori de la universitate și de colegii de la mănăstire să studieze variația plantelor, executându-și cercetările în grădina mănăstirii. Între 1856-1863 a cultivat și a studiat plante de mazăre, experiențele sale ducând la generalizările ce ulterior au devenit cunoscute ca „Legile eredității lui Mendel”:
- prima lege: legea uniformității hibrizilor în prima generație (F1);
- a doua lege: legea segregării caracterelor în generația a doua (F2) sau legea purității gameților;
- a treia lege: legea asortării independente a caracterelor în generația a doua (F2).

Mendel și-a citit lucrarea „Versuche über Pflanzen-Hybriden” („Experiențe asupra hibridizării plantelor”), în 1865, la două întruniri ale Societății de Istorie Naturală din Moravia. Publicarea lucrării sale în 1866 în jurnalul societății a avut un impact slab, fiind citată doar de trei ori în următorii 35 ani.
După ce și-a completat lucrarea despre mazăre a revenit la experiențele cu albine în scopul dezvoltării cercetărilor sale privind genetica animalelor. El a produs o rasă hibridă de albine, dar nu a reușit să redea un tablou clar despre transmiterea caracterelor ereditare la albine, din cauza controlului complicat al comportării reginei albinelor. A mai descris noi specii de plante, supranumite prescurtat „Mendel”.
Promovat la rangul de abate în 1866, Mendel și-a întrerupt activitatea științifică din cauza numeroaselor și grelelor responsabilități administrative, îndeosebi în disputa dintre guvernul laic și instituțiile religioase cu privire la o impozitare specială.
La 21 martie 1872 împăratul Franz Joseph al Austriei l-a decorat în semn de recunoaștere pentru activitatea sa meritorie și patriotică cu Crucea de comandor al Ordinului Franz Joseph.

## Decesul și recunoașterea postumă
În timpul vieții, rezultatele sale au fost respinse, Mendel murind ignorat de comunitatea științifică la vârsta de 61 de ani de nefrită cronică. La numai câteva zile după moartea sa, abatele care i-a succedat i-a ars lucrările din bibliotecă.
Recunoașterea importanței descoperirilor sale a fost realizată abia la începutul secolului al XX-lea când Hugo de Vries, Carl Erich Correns și Erich von Tschermak au ajuns în mod independent la aceleași concluzii, redescoperind astfel legile eredității.

## Metoda fecundarii artificiale folosită de Gregor Mendel.
Pentru a împiedica autopolenizarea florii, el îi tăia staminele lăsându-i doar pistilul. Apoi, lua dintr-o altă floare polenul cu o periuță și îl transfera pe pistilul florii ale cărei stamine au fost tăiate. În felul acesta, Mendel combina caracterele a doua flori diferite pentru a scoate în evidență legitățile de moștenire ale acestora.